# 京成佐倉站
京成佐倉站（日语：／ Keisei-sakura eki */?）是位於千葉縣佐倉市榮町，屬於京成電鐵本線的鐵路車站。車站編號是KS35。

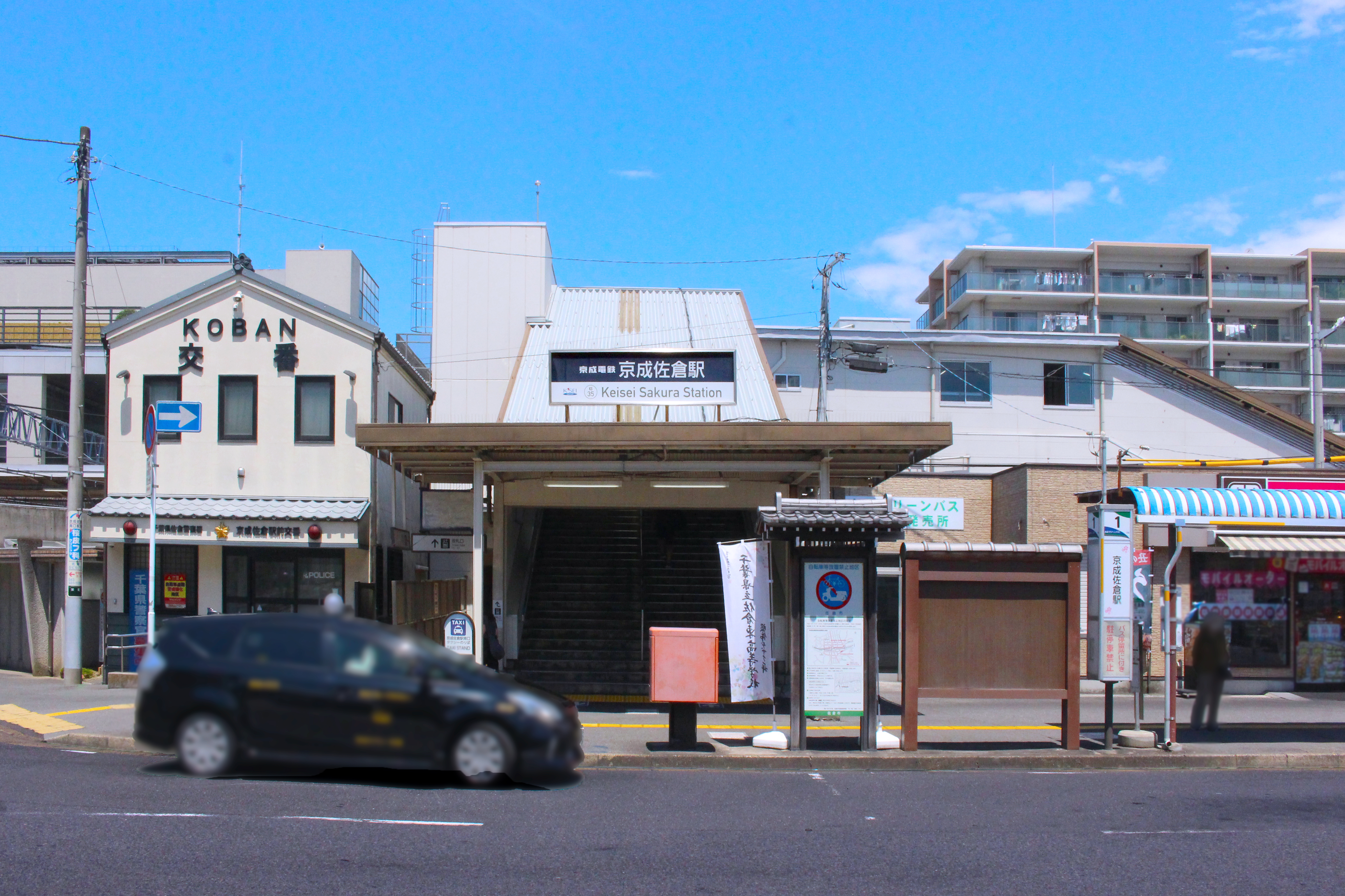
南口（2024年7月）

## 概要
本站是「Morning Liner」與「Evening Liner」的停靠站。2006年12月改點後，午間時段下行快速列車在本站折返，特急停靠本站以東各站（大佐倉站、京成酒酒井站、宗吾參道站、公津之杜站）。
京成線內與直通路線的車內廣播、方向幕、站內站名標等都省略「京成」簡稱「佐倉」。不過東日本旅客鐵道（JR東日本）也有同名的佐倉站，距離本站約兩公里。2014年完成耐震補強工程後，站房大半照明改為LED式。

## 歷史
- 1926年（大正15年）12月9日：京成電氣軌道佐倉站開業。
- 1931年（昭和6年）11月18日：車站改稱為京成佐倉站。
- 1962年（昭和37年）12月19日：車站往北側搬移，同時啟用跨站式站房及2面4線的島式月台[2]。

## 車站結構
本站是島式月台2面4線可供列車待避的地面車站，站房為跨站式站房。本站為站長配置站，並管理佐倉管內的京成臼井站與大佐倉站。站內的LED式列車資訊顯示器設於月台階梯附近。下行列車使用本站的3號與4號線，但由於上野側沒有橫渡線，本站折返電車需先往下行方向前進，過平交道後再折返進入上行本線。北口與市營複合設施「Millennium Center佐倉」連通。
下行線往上行線的橫渡線比上行1、2號線轉轍器更靠近車站，因此下行本線折返列車無法進入1號線。也因此，上行電車本站始發往西馬込的快速列車多使用本線側2號線，往上野特急列車使用待避線側的1號線。而本站起訖電車也有部分是宗吾車輛基地與京成成田站的回送電車，此時由於不使用上述折返方法，因此可使用1號線。

### 月台配置
| 月台 | 路線     | 方向 | 目的地                                     |
| ---- | -------- | ---- | ------------------------------------------ |
| 1、2 | 京成本線 | 上行 | 日暮里、上野、押上、 淺草線、 京急本線方向 |
| 3、4 | 京成本線 | 下行 | 成田、東成田、芝山千代田、成田機場方向     |

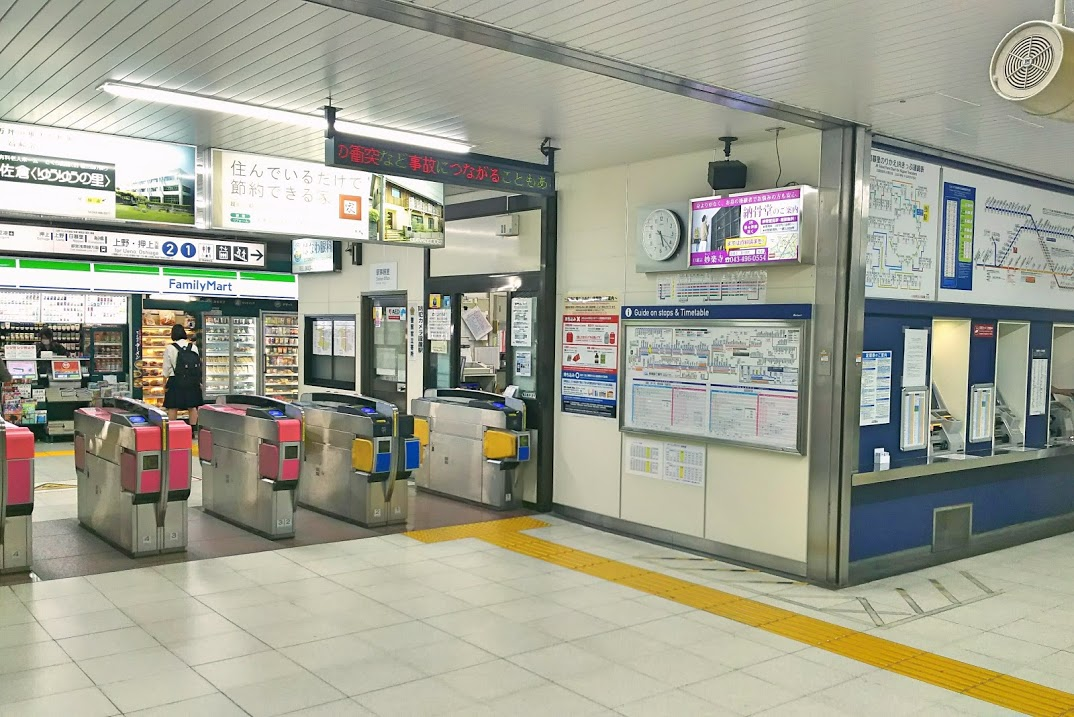
驗票口(2016年10月)
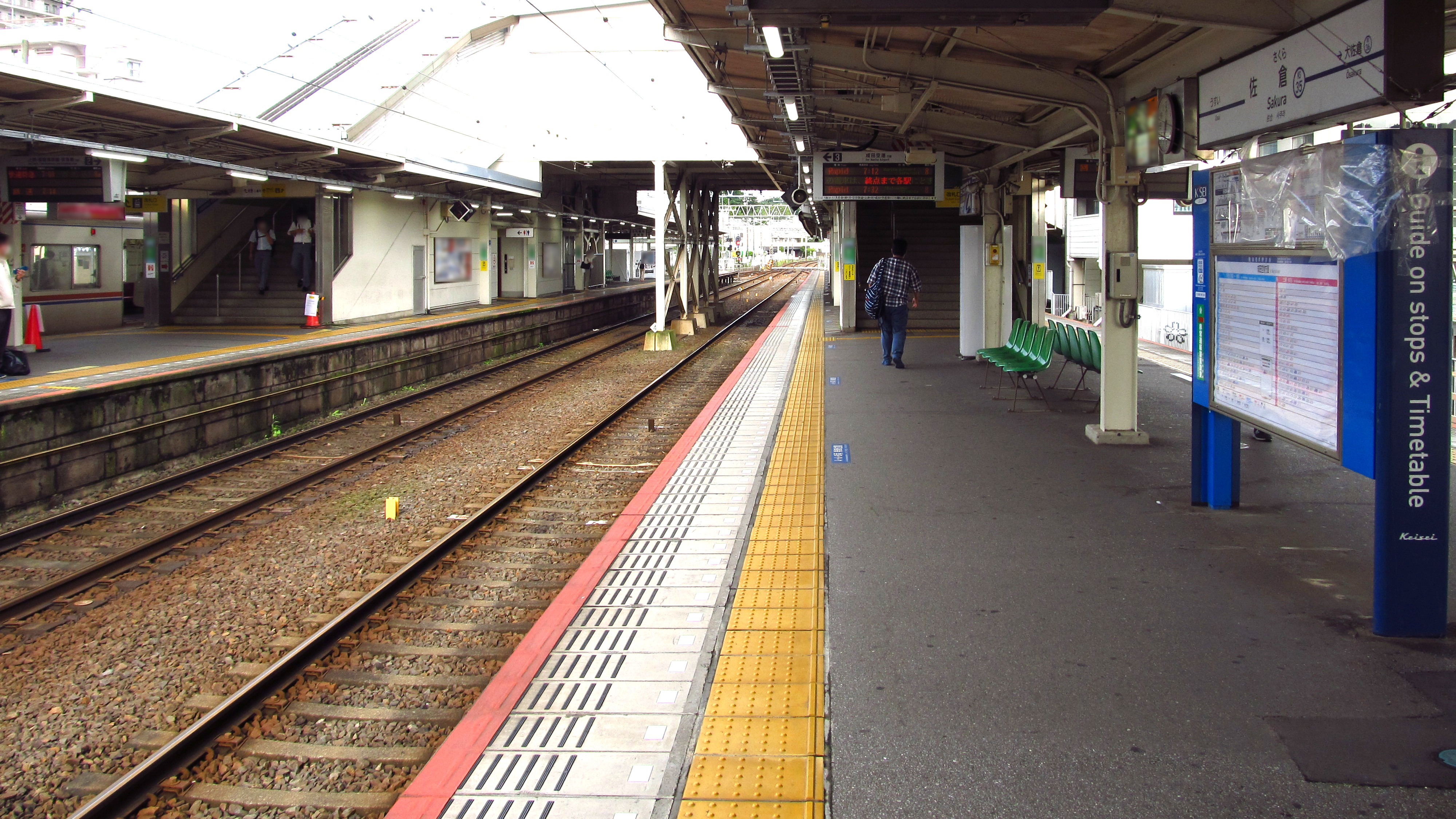
月台(2020年7月)

## 使用情況
2016年度1日平均上下車人次為18,851人。京成線內69個車站當中排行第26位。
近年1日平均上下、上車人次推移如下表。使用人次在1993年到達尖峰後逐漸減少。
| 年度               | 1日平均 上下車人次 | 1日平均 上下車人次 | 1日平均 上車人次 | 1日平均 上車人次 |
| ------------------ | ------------------ | ------------------ | ---------------- | ---------------- |
| 1990年（平成02年） |                    |                    | 12,475           | [ 6 ]            |
| 1991年（平成03年） |                    |                    | 12,653           | [ 7 ]            |
| 1992年（平成04年） |                    |                    | 12,829           | [ 8 ]            |
| 1993年（平成05年） |                    |                    | 13,150           | [ 9 ]            |
| 1994年（平成06年） |                    |                    | 13,001           | [ 10 ]           |
| 1995年（平成07年） |                    |                    | 12,582           | [ 11 ]           |
| 1996年（平成08年） |                    |                    | 12,458           | [ 12 ]           |
| 1997年（平成09年） |                    |                    | 12,210           | [ 13 ]           |
| 1998年（平成10年） |                    |                    | 12,218           | [ 14 ]           |
| 1999年（平成11年） |                    |                    | 12,069           | [ 15 ]           |
| 2000年（平成12年） |                    |                    | 11,873           | [ 16 ]           |
| 2001年（平成13年） |                    |                    | 11,546           | [ 17 ]           |
| 2002年（平成14年） |                    |                    | 11,236           | [ 18 ]           |
| 2003年（平成15年） | 21,961             | [ 19 ]             | 10,945           | [ 20 ]           |
| 2004年（平成16年） | 21,259             | [ 21 ]             | 10,652           | [ 22 ]           |
| 2005年（平成17年） | 20,968             | [ 23 ]             | 10,513           | [ 24 ]           |
| 2006年（平成18年） | 20,825             | [ 25 ]             | 10,425           | [ 26 ]           |
| 2007年（平成19年） | 20,702             | [ 27 ]             | 10,368           | [ 28 ]           |
| 2008年（平成20年） | 20,796             | [ 29 ]             | 10,416           | [ 30 ]           |
| 2009年（平成21年） | 20,452             | [ 31 ]             | 10,245           | [ 32 ]           |
| 2010年（平成22年） | 20,029             | [ 33 ]             | 9,994            | [ 34 ]           |
| 2011年（平成23年） | 19,191             | [ 35 ]             | 9,616            | [ 36 ]           |
| 2012年（平成24年） | 19,230             | [ 37 ]             | 9,624            | [ 38 ]           |
| 2013年（平成25年） | 19,342             | [ 39 ]             | 9,682            | [ 40 ]           |
| 2014年（平成26年） | 19,003             | [ 41 ]             |                  |                  |
| 2015年（平成27年） | 19,020             | [ 3 ]              |                  |                  |
| 2016年（平成28年） | 18,851             | [ 3 ]              |                  |                  |

## 車站周邊
南口側有辦公大樓與公寓。北口側為住宅區。

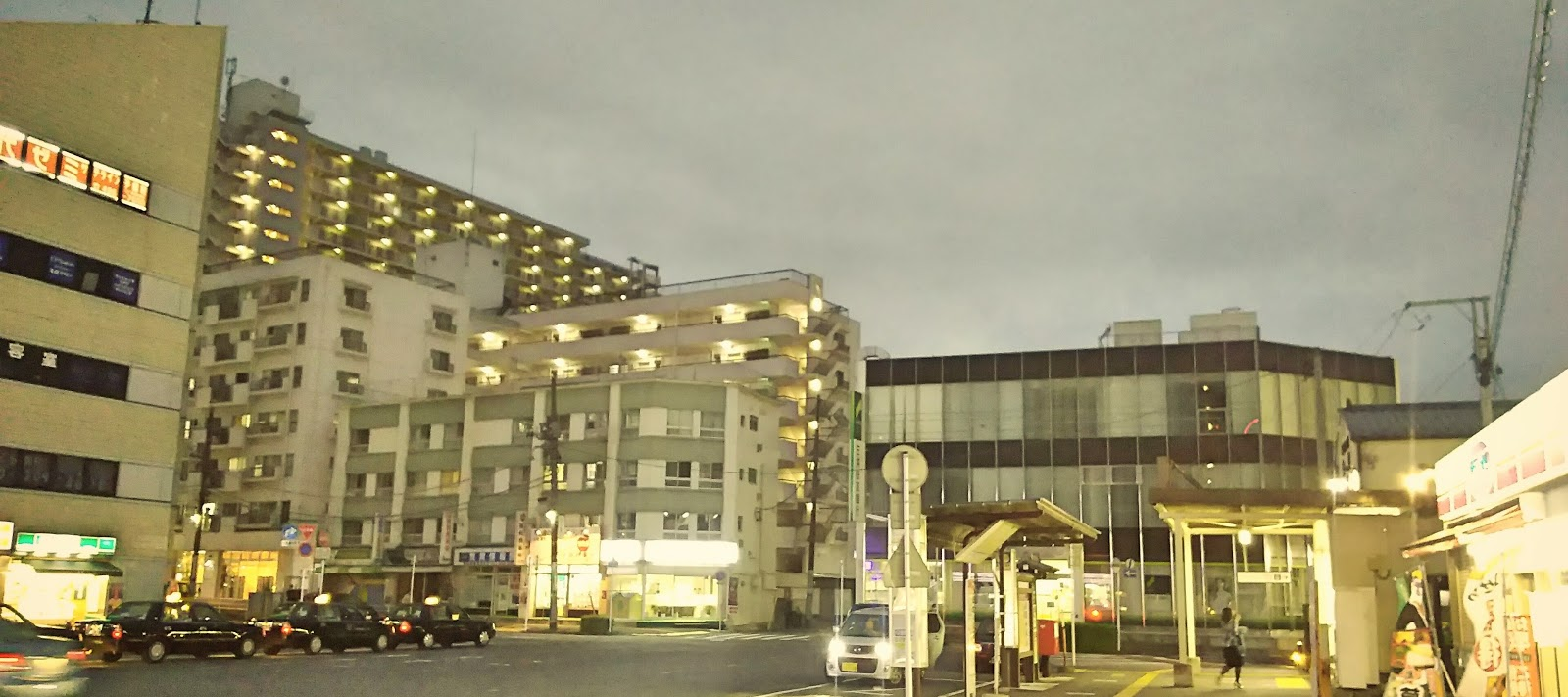
南口

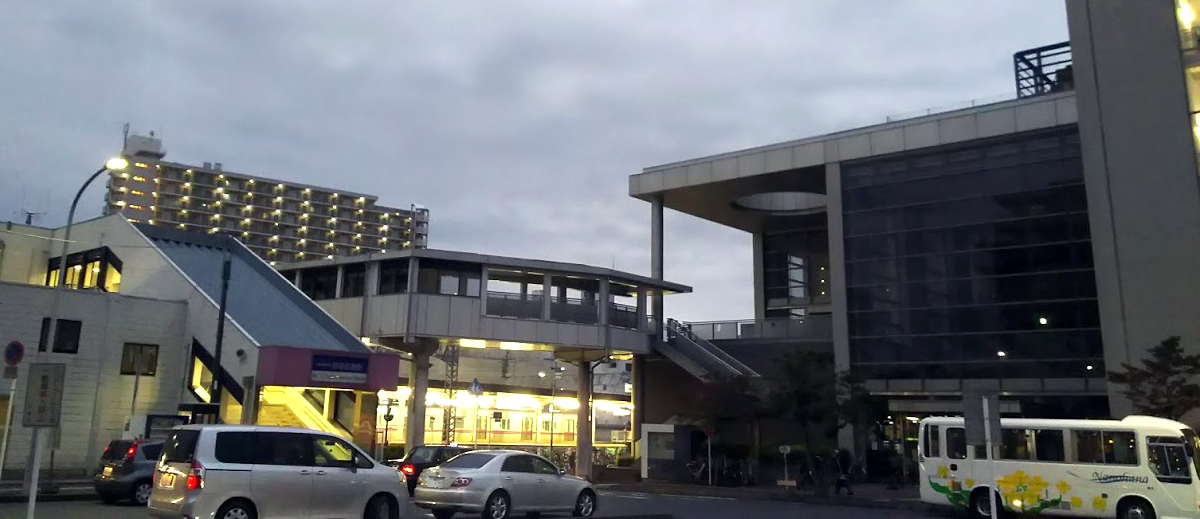
北口

本站是佐倉市役所的最近車站，但是佐倉市的代表車站是JR佐倉站。

### 北口
- Millennium Center佐倉（複合設施）
  - 佐倉市役所佐倉市民服務中心
  - 佐倉社區中心
- Tou's京成佐倉店（超市）
- 佐倉鄉村倶樂部

### 南口
- 佐倉市役所
- 佐倉警察署（日语：佐倉警察署）京成佐倉站前交番
- 三井住友銀行佐倉支店
- 佐倉郵便局（日语：佐倉郵便局 (千葉県)）
  - 郵貯銀行佐倉店
- 銚子信用金庫（日语：銚子信用金庫）佐倉支店
- 日本生命佐倉營業所
- 關東電氣保安協會（日语：関東電気保安協会）佐倉事業所
- 佐倉中央醫院
- 千葉縣立佐倉高等學校（日语：千葉県立佐倉高等学校）
- 千葉縣立佐倉東高等學校（日语：千葉県立佐倉東高等学校）
- 佐倉市立佐倉中學校（日语：佐倉市立佐倉中学校）
- 佐倉市立佐倉小學校（日语：佐倉市立佐倉小学校）
- 佐倉市立美術館（日语：佐倉市立美術館）
- 千葉Green Bus（日语：ちばグリーンバス）資訊處
- 千葉Toyopet（日语：トヨタ勝又グループ）佐倉店

## 巴士路線
| 乘車處             | 乘車處             | 系統                   | 主要行經地                                                         | 目的地         | 運行公司       | 備註                                |
| ------------------ | ------------------ | ---------------------- | ------------------------------------------------------------------ | -------------- | -------------- | ----------------------------------- |
| 京成佐倉站（北口） | 京成佐倉站（北口） | 内鄉地區循環線（右回） | 白翠園前、飯野町、萩山、京成佐倉站北口                             | 佐倉市役所     | 佐倉市循環巴士 | 委託三陽自動車                      |
| 京成佐倉站（北口） | 京成佐倉站（北口） | 内鄉地區循環線（左回） | 萩山、飯野町、白翠園前、京成佐倉站北口                             | 佐倉市役所     | 佐倉市循環巴士 | 委託三陽自動車                      |
| 京成佐倉站（北口） | 京成佐倉站（北口） | 飯野往復線             | 故鄉廣場、飯野停車場、京成佐倉站北口                               | 佐倉市役所     | 佐倉市循環巴士 | 委託三陽自動車                      |
| 京成佐倉站（北口） | 京成佐倉站（北口） | 六合路線               | 岩名運動公園前、白翠園前、日本醫科大學千葉北總醫院、印旛日本醫大站 | 小林站         | 印西市         | 委託菜之花交通巴士                  |
| 京成佐倉站（北口） | 京成佐倉站（北口） | 六合路線               | 岩名運動公園前、白翠園前、日本醫科大學千葉北總醫院                 | 印旛日本醫大站 | 印西市         | 委託菜之花交通巴士                  |
| 京成佐倉站（南口） | 1                  | 臼井線                 | 田町車庫、聖隷佐倉市民醫院                                         | 臼井站         | 千葉Green Bus  |                                     |
| 京成佐倉站（南口） | 1                  | 臼井線                 | 田町車庫、聖隷佐倉市民醫院（僅部分班次）、臼井站                   | 四街道站       | 千葉Green Bus  |                                     |
| 京成佐倉站（南口） | 1                  | 臼井線                 | 田町車庫、聖隷佐倉市民醫院、臼井站、東邦大佐倉醫院                 | 志津站南口     | 千葉Green Bus  |                                     |
| 京成佐倉站（南口） | 1                  | 臼井線                 | 國立歷史民俗博物館（僅午間部分班次）                               | 田町車庫       | 千葉Green Bus  | 休館日不經博物館                    |
| 京成佐倉站（南口） | 2                  | 白銀線                 | 佐倉高校、順天堂醫院                                               | 白銀新城       | 千葉Green Bus  |                                     |
| 京成佐倉站（南口） | 2                  | 本佐倉線               | 厚生園入口、順天堂醫院、上本佐倉、酒酒井町役場                     | 京成酒酒井站   | 千葉Green Bus  |                                     |
| 京成佐倉站（南口） | 2                  | 本佐倉線               | 厚生園入口、順天堂醫院、上本佐倉、酒酒井小學校                     | 京成酒酒井站   | 千葉Green Bus  | 平日2班                             |
| 京成佐倉站（南口） | 2                  | 本佐倉線               | 厚生園入口、順天堂醫院                                             | 上本佐倉       | 千葉Green Bus  | 假日2班                             |
| 京成佐倉站（南口） | 2                  | 高崎線                 | 厚生園入口、高崎、和田                                             | 瓜坪           | 千葉Green Bus  | 早晨傍晚2班 （其中周六日1班往和田） |
| 京成佐倉站（南口） | 2                  | 高崎線                 | 厚生園入口、高崎                                                   | 和田           | 千葉Green Bus  | 早晨傍晚2班 （其中周六日1班往和田） |
| 京成佐倉站（南口） | 3                  | 神門線                 | 榮町、JR佐倉站、神門、工團中央                                     | 第三工業團地   | 千葉Green Bus  |                                     |
| 京成佐倉站（南口） | 3                  | 神門線                 | 榮町、JR佐倉站、神門、工團中央                                     | 和田           | 千葉Green Bus  | 早晨傍晚2班                         |
| 京成佐倉站（南口） | 3                  | 神門線                 | 榮町、JR佐倉站、神門、馬渡坂上                                     | 西御門         | 千葉Green Bus  | 早晨傍晚2班                         |
| 京成佐倉站（南口） | 3                  | 神門線                 | 榮町、JR佐倉站、神門                                               | 馬渡坂上       | 千葉Green Bus  |                                     |
| 京成佐倉站（南口） | 3                  | 神門線                 | 榮町                                                               | JR佐倉站       | 千葉Green Bus  |                                     |
| 京成佐倉站（南口） | 3                  | 物井線                 | 市役所、JR佐倉站、第一工業團地                                     | 物井站         | 千葉Green Bus  |                                     |

- 新橋站有開往本站南口的深夜急行巴士（千葉Green Bus）。
- 南口有往川村紀念美術館（日语：川村記念美術館）的免費接駁巴士[42]。

## 相鄰車站
京成電鐵
 本線
- ■「Morning Liner」、■「Evening Liner」停車站

■快速特急
勝田台（KS31）－京成佐倉（KS35）－京成成田（KS40）
■特急（大佐倉方向自此站起各站停車）
勝田台（KS31）－京成佐倉（KS35）－大佐倉（KS36）
■通勤特急、■快速、■普通
京成臼井（KS34）－京成佐倉（KS35）－大佐倉（KS36）
※「快速」的定期班次只有每天早上1班。

## 外部連結
- 京成佐倉｜電車與車站資訊｜京成電鐵
- 京成佐倉站PDF - 京成電鐵